# الهجمات الإلكترونية على سريلانكا 2021

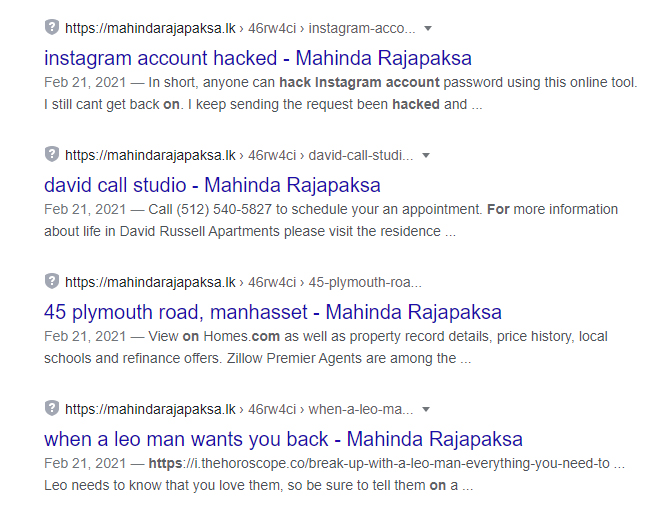
اختراق الموقع الرسمي لرئيس الوزراء السريلانكي ماهيندا راجاباكسا

الهجمات الإلكترونية على سريلانكا 2021 كانت سلسلة من الهجمات الإلكترونية على ما لا يقل عن 10 مواقع وطنية سريلانكية بما في ذلك نطاق جوجل.
تم إطلاق الهجوم الإلكتروني أيضًا على موقع دوماين ريجستري على الويب. تم إجراء التحقيقات من قبل فريق الاستعداد للطوارئ الحاسوبية في سريلانكا جنبًا إلى جنب مع جمعية تكنولوجيا المعلومات في سريلانكا، كما تم تغريد لجنة تنظيم الاتصالات السلكية واللاسلكية في سريلانكا فيما يتعلق بالهجوم الإلكتروني على أنه إنذار عام.